# 松本和巳
松本 和巳（まつもと かずみ、1965年（昭和40年）2月27日 - ）は、日本の政治家、演出家。衆議院議員（1期）を務めた。
千葉県松戸市出身。日本大学法学部卒業。スキンヘッドがトレードマークで、「小泉チルドレン」の一人である。松戸市長を務めた松本清（マツモトキヨシ創業者・千葉県議会議員）は祖父にあたる。父も衆議院議員を2期務めた松本和那。以前は父の議員秘書をしていた。

## 人物
1990年代に地元小金地区で「コンプかずみ」（エムアイエム株式会社）というPC店を開業。
父の後を継いで2003年の第43回衆議院議員総選挙で自民党から立候補（千葉7区）するが、このときは内山晃に敗れて落選。続く2005年の第44回衆議院議員総選挙（郵政選挙）では自民党が地滑り的大勝を収め、自身も初当選を果たす。しかし、選挙中に連座制の対象である出納責任者が運動員約30人に報酬として250万円を銀行の口座に振り込んだ疑いが持たれ、出納責任者が公職選挙法違反（買収）容疑で逮捕される事態となった。2006年1月11日、千葉地方裁判所（金谷暁裁判官）は出納責任者に対して懲役1年6月・執行猶予5年の有罪判決を言い渡した。この結果を受け、2006年1月18日陣営幹部による選挙違反事件の責任を取って議員辞職した。
2009年6月に自民党を離党した後、同年8月30日投開票の第45回衆議院議員総選挙で千葉6区より無所属で出馬することを表明し、平沼赳夫率いる国益と国民の生活を守る会に参加して選挙戦を行ったが落選した。なお、連座制が適用される千葉7区では2011年1月まで立候補が禁止されていたが、それ以外の選挙区からの立候補は特に禁止されていなかった。
2012年、日本維新の会に転じ、第46回衆議院議員総選挙で東京2区より立候補するも落選。2013年5月23日、日本維新の会共同代表・橋下徹の慰安婦に関する発言内容が自身の考えとは合わないとして、日本維新の会から比例区での公認が内定していた同年夏の第23回参議院議員通常選挙への出馬取りやめを発表した。
一方、政治活動と並行して、本の執筆やラジオ番組のパーソナリティ等を行う。2009年より芸能事務所「プラチナムプロダクション」とマネージメント業務を行っていたが、2012年1月12日付で脱退している。2013年からは自身の劇団「劇団マツモトカズミ」を設立。若手アイドルタレントの育成を目的とした舞台公演をプロデュースしている。

## 著書
- 『代議士秘書は知っている』　ISBN 4584187029

## 出演番組

### テレビ
- 『リスクのクスリ』　テレビ東京（2001年）　準レギュラー
- 『平成日本のよふけ』　フジテレビ（2001年）
- 『松本和巳のストップ ザ 温暖化』あっとおどろく放送局　パーソナリティ（2007年12月）
- 『マツカズの呑めない薬』ニコニコチャンネル　MC（2009年3月）
- 『イチハチ』　TBS（2011年1月）
- 『IQとピョコタンのビックリ汁』ニコニコ生放送公式チャンネル（2011年1月）

### ラジオ
- 『松本和巳の納得いかない！』文化放送（2002年7月〜9月）
- 『杉山清貴と松本和巳のセイヤング21』文化放送（2002年10月〜2003年3月）
- 『和巳と千里の聞いて!ナイト』文化放送（2003年4月〜9月）
- 『サタデーネクスト!なるほどひざポン!!』文化放送（2003年4月〜9月、土曜朝ワイド番組）
- 『和巳とまゆのハイパースマイル』文化放送（2003年10月〜2004年3月）
- 『松本和巳のカイシャをつくろう』文化放送（2004年4月〜2005年3月、平日ナイターオフ夜9時枠）
- 『松本和巳と夏川純の健康サプリ!』文化放送（2005年4月〜9月、毎週木曜19:30 - 20:00）
- 『マツカズ・千里のHawaiian Rainbow!』ラジオ日本（2007年10月〜2008年3月）
- 『Aloha Rainbow』Bay FM（2008年4月〜2009年6月）